# NGC 5423
| Galáxia elíptica NGC 5423 |                                                                     |
|                           |                                                                     |
| Dados do catálogo:        |                                                                     |
| Classificação do objeto:  | E                                                                   |
| Brilho superficial        | 13,4                                                                |
| Massa (Sol=1)             | ----                                                                |
| Outras denominações:      | UGC 8952, MCG+02-36-017, CGCG 074.059, NPM1G+09.0354, PGC 50028 etc |

NGC 5423 é uma galáxia elíptica situada na direção da constelação do Boieiro. Possui uma magnitude aparente de 13,0, uma declinação de +09º 20' 28" e uma ascensão reta de 14 horas, 02 minutos e 48,6 segundos.